# Nuoto ai campionati mondiali di nuoto 2013 - Staffetta 4x200 metri stile libero femminile
Le qualifiche per la semifinale si sono svolte la mattina del 1º agosto 2013, mentre la finale, invece, si è svolta la sera dello stesso giorno.

## Medaglie
| Posizione | Oro | Argento                                                                           | Bronzo                                                                       |
| --------- | --- | --------------------------------------------------------------------------------- | ---------------------------------------------------------------------------- |
| Paese     | Stati Uniti                                                                                                | Australia                                                                         | Francia                                                                      |
| Atlete    | Katie Ledecky Shannon Vreeland Karlee Bispo Missy Franklin Chelsea Chenault Madeline Dirado Jordan Mattern | Bronte Barratt Kylie Palmer Brittany Elmslie Alicia Coutts Emma McKeon Ami Matsuo | Camille Muffat Charlotte Bonnet Mylène Lazare Coralie Balmy Isabelle Mabboux |

## Record
Prima della manifestazione il record del mondo (WR) e il record dei campionati (CR) erano i seguenti.
| Record mondiale       | 7'42"08 | Cina Yang Yu (1'55"47) Zhu Qianwei (1'55"79) Liu Jing (1'56"09) Pang Jiaying (1'54"73) | 30 luglio 2009 Roma, Italia |
| Record dei campionati | 7'42"08 | Cina Yang Yu (1'55"47) Zhu Qianwei (1'55"79) Liu Jing (1'56"09) Pang Jiaying (1'54"73) | 30 luglio 2009 Roma, Italia |

## Risultati

### Batterie
| Pos. | Batteria | Corsia | Atleta                                                              | Nazionalità   | Tempo   | Note |
| ---- | -------- | ------ | ------------------------------------------------------------------- | ------------- | ------- | ---- |
| 1    | 1        | 3      | Ye Shiwen Shao Yiwen Guo Junjun Zhang Wenqing                       | Cina          | 7'52"50 | Q    |
| 2    | 1        | 4      | Brittany Elmslie Emma McKeon Ami Matsuo Alicia Coutts               | Australia     | 7'52"69 | Q    |
| 3    | 2        | 4      | Chelsea Chenault Karlee Bispo Madeline Dirado Jordan Mattern        | Stati Uniti   | 7'53"03 | Q    |
| 4    | 2        | 2      | Melanie Costa Patricia Castro Beatriz Gómez Cortés Mireia Belmonte  | Spagna        | 7'54"90 | Q    |
| 5    | 2        | 5      | Charlotte Bonnet Mylène Lazare Isabelle Mabboux Coralie Balmy       | Francia       | 7'56"38 | Q    |
| 6    | 1        | 5      | Samantha Cheverton Barbara Jardin Brittany MacLean Savannah King    | Canada        | 7'56"64 | Q    |
| 7    | 2        | 6      | Chihiro Igarashi Haruka Ueda Yasuko Miyamoto Aya Takano             | Giappone      | 7'56"98 | Q    |
| 8    | 2        | 3      | Alice Mizzau Martina De Memme Diletta Carli Federica Pellegrini     | Italia        | 7"57"41 | Q    |
| 9    | 1        | 6      | Viktoriya Andreyeva Veronika Popova Mariya Baklakova Ksenia Yuskova | Russia        | 7'59"12 |      |
| 10   | 2        | 7      | Jéssica Cavalheiro Manuella Lyrio Larissa Oliveira Carolina Queiroz | Brasile       | 8'09"47 |      |
| 11   | 1        | 7      | Liliana Ibáñez Fernanda González Rita Medrano Susana Escobar        | Messico       | 8'11"56 |      |
| 12   | 1        | 2      | Quah Ting Wen Lynette Lim Lim Xiang Qi Mylene Ong Chui Bin          | Singapore     | 8'15"91 |      |
| 13   | 2        | 1      | Park Jin-Young Hwang Seo-Jin An Se-Hyeon Han Na-Kyeong              | Corea del Sud | 8'32"98 |      |

### Finale
| Pos. | Corsia | Atleta                                                             | Nazionalità | Tempo   | Note |
| ---- | ------ | ------------------------------------------------------------------ | ----------- | ------- | ---- |
|      | 3      | Katie Ledecky Shannon Vreeland Karlee Bispo Missy Franklin         | Stati Uniti | 7'45"14 |      |
|      | 5      | Bronte Barratt Kylie Palmer Brittany Elmslie Alicia Coutts         | Australia   | 7'47"08 |      |
|      | 2      | Camille Muffat Charlotte Bonnet Mylène Lazare Coralie Balmy        | Francia     | 7'48"43 |      |
| 4    | 4      | Ye Shiwen Shao Yiwen Guo Junjun Qiu Yuhan                          | Cina        | 7'49"79 |      |
| 5    | 6      | Melanie Costa Patricia Castro Mireia Belmonte Beatriz Gómez Cortés | Spagna      | 7'53"20 |      |
| 6    | 7      | Samantha Cheverton Barbara Jardin Brittany MacLean Savannah King   | Canada      | 7'55"48 |      |
| 7    | 8      | Alice Mizzau Martina De Memme Diletta Carli Federica Pellegrini    | Italia      | 7'57"91 |      |
| 8    | 1      | Chihiro Igarashi Haruka Ueda Yasuko Miyamoto Aya Takano            | Giappone    | 7'58"15 |      |